# 마루이 모에카
마루이 모에카(일본어: 円井 萌華, 2001년 4월 30일~)는 일본의 AV 여배우이자, 아이돌 가수이다.